# Jaromír Bosák
Jaromír Bosák (* 13. května 1965 Cheb) je český sportovní komentátor a novinář, zaměřující se především na fotbal a golf. Vystudoval Fakultu sociálních věd Univerzity Karlovy. Bydlí v Šestajovicích u Prahy.

## Život
Se svou novinářskou kariérou začínal v rádiu Bonton. Psal také články o fotbalu do časopisu Gól, hlavně o německé Bundeslize. Ve sportovně-žurnalistických kruzích se o něm mluví jako o velkém odborníkovi na německý fotbal.
Od roku 1994 komentuje fotbalové přenosy pro Českou televizi. V letech 1992 až 1995 moderoval Branky, body, vteřiny, v letech 1993 až 1998 Studio 6, v letech 1998 až 2000 Dobré ráno. V letech 2000 až 2002 byl šéfredaktorem redakce sportu. Kromě činnosti v České televizi publikuje své články na serveru ČTK – sportovní noviny, a působí také v Seznam Zprávách (podcast Nosiči vody). Již od konce 90. let je to jeden z nejpopulárnějších sportovních komentátorů v Česku, proslulý svým vtipem a originálními slovními obraty. Pověstná je též jeho detailní příprava na každý komentovaný podnik.
Od roku 2022 vede s kolegy Luďkem Mádlem a Karlem Tvarohem fotbalový podcast Nosiči vody.
Kromě fotbalu je také milovníkem golfu, který v současnosti také komentuje. Je šéfredaktorem golfových časopisů Golf Vacations a GolfPunk. Jaromír Bosák také spolu s kolegou Svěceným propůjčil svůj hlas namluvení PC hry FIFA.
V roce 2008 se společně s profesionální tanečnicí Evou Krejčířovou zúčastnil třetí řady taneční soutěže a mediální show Star Dance. Ačkoliv nikdy předtím netancoval, měl vysokou podporu televizního publika a úspěšně absolvoval sedm kol soutěže, skončil tedy na pomyslném třetím místě.

## Fotbal
Bosák byl celoživotně aktivním fotbalistou na amatérské úrovni. Hrál v mládí za Františkovy Lázně a pak za různé lokální pražské kluby. Nejvýše si zahrál ve Slavoji Vyšehrad (divizi).
Byl také členem týmu celebrit Real TOP Praha. V letech 2015–2017 nastupoval v klubu FK Union Strašnice, poté hrál okresní přebor ve svých domovských Šestajovicích.

## Knihy
- Sny, střepy a štěstí (ZOH Turín 2006), Daranus
- Odsouzenci pro slávu, Daranus
- Fotbalový deník 2008
- Jak jsem potkal šampiony
- Zlaté nebe nad Berlínem
- Čína – zpráva o zrodu velmoci (spoluautor Dan Hrubý)
- Finále na dosah
- Africký deník
- Fotbalový deník z Polska a Ukrajiny
- Životní mač.
- Brazilský deník.